# Calea sickii
Calea sickii là một loài thực vật có hoa trong họ Cúc. Loài này được (Barroso) "Urbatsch, Zlotsky & Pruski" mô tả khoa học đầu tiên năm 1986.